# 摩根鎮區 (阿肯色州勞倫斯縣)
摩根鎮區（英語：Morgan Township）是位於美國阿肯色州勞倫斯縣的一個行政鎮區。

## 地方資料
摩根鎮區的面積為114.87平方千米，當中陸地面積為112.83平方千米，而水域面積為2.04平方千米。根據2010年美國人口普查的數據，當地共有人口562人，而人口密度為每平方千米4.89人。